# Cai Hesen
Cai Hesen (xinès simplificat: 蔡和森, pinyin: Cài Hésēn; Shanghai, 1895 - Guangzhou, 1936) escriptor i polític xinès, amic i company d'estudis de Mao Zedong i un dels primers líders del Partit Comunista de la Xina.

## Biografia
Cai Hesen va néixer a finals de la dinastia Qing, el 30 de març de 1895 a Shanghai, on el seu pare treballava en una fàbrica de maquinaria de Jiangnang (Shanghai Jiangnan Machinery Manufacture). A la primavera de 1899, va tornar amb la seva mare, Ge Jianhao, a la ciutat de Yongfeng, d'on era la família. Més tard van anar tots a Tingzi, comtat de Shuangfeng, i el 1908 es van establir de nou a Yongfeng.

#### Primers anys i formació
Cai Hesen, als 13 anys, va treballar com a aprenent a la botiga de salses picants Guangxiang, i després de fer d'aprenent durant tres anys va entrar al tercer grau de l'escola primària nacional de Yongfeng i després d'un semestre va ser admès a l'escola secundària de Shuangfeng.
El 1913, va entrar a l'escola normal provincial número 1 de Hunan, on va conèixer i es va fer amic íntim de Mao Zedong.
El 1915, l'Escola Normal Superior de Hunan va crear un departament de literatura, amb professors com Yang Huaizhong i Xu Teli, on Cai va ser admès.

### Carrera política
El 14 d'abril de 1918, Cai Hesen, Mao Zedong i altres joves van constituir formalment la Societat Xinmin(un dels primers grups revolucionaris establerts abans del Moviment del Quatre de Maig) a casa de Cai Hesen. A la reunió, es va aprovar la "Constitució de la Societat Xinmin". El mes de juny Cai va anar a Pequín en nom de la societat per contactar amb els anarquistes Li Shizeng i Cai Yuanpei, que havien estudiat a França, i amb Li Dazhao, lider del Moviment per la Nova Cultura i futur co-fundador del Partit Comunista Xinès, per organitzar programes de treball-estudi a França, 

#### Estada a França
Cai, el 1913, havia empès la seva mare Ge Jianhao i la seva germana petita Cai Chang a participar en el moviment Treball-Estud, per anar a estudiar a França. La seva mare, una activista pels drets de les dones, va seguir als seus fills en aquesta aventura. Tots van embarcar, el 25 de desembre de 1919, a bord del vaixell francès “André-Lebon” en direcció a Marsella. Entre els passatgers hi havia sis dones, inclosa Xiang Jingyu (una amiga de Cai Chang), que més tard es va convertir en la dona de Cai Hesen. Més de 90 xinesos van desembarcar a França el 28 de gener de 1920. Uns dies després, la família Cai i la majoria dels membres de la Societat Xinmin van arribar a Montargis per aprendre francès. Estaven dividits, segons el seu sexe, en una universitat per a nois o per a noies.
Durant la seva estada a França, Cai va estudiar les obres marxistes, va estudiar l'experiència de la Revolució d'Octubre a Rússia i es va convertir en un marxista acèrrim i va mantenir va mantenir correspondència amb Mao. Un cop fundat el Partit Comunista a la Xina, va organitzar la branca europea de la Lliga de la Joventut Comunista de la Xina.
L'octubre de 1921, Cai Hesen va ser repatriat per la força pel govern francès per liderar la lluita dels estudiants que estudiaven a França per a programes d'estudis i treball. A finals d'any, va tornar a la Xina i es va unir al Partit Comunista a Xangai, després de ser presentat per Chen Duxiu i altres. També es va dedicar al treball de propaganda teòrica del Partit, al Comitè Central i es va convertir en un important teòric i propagandista en els primers temps del Partit.
El 5 de maig de 1922, va ser escollit com a primer membre executiu del Comitè Central de la Lliga de la Joventut Comunista. Després de la reunió, va editar el diari oficial per al Comitè Central de la Lliga. El juliol del mateix any, Cai Hesen i la seva dona Xiang Jingyu van ser elegits membres del Comitè Central del 2n Congrés Nacional del partit comunista de la Xina, i van participar en la formulació dels programes pel Partit i van organitzar, publicar i escriure un gran nombre d'articles, per donar a conèixer el marxisme-leninisme i criticar l'imperialisme i els senyors de la guerra.
El juny de 1923, Cai Hesen i Mao Zedong van assistir junts al 3r Congrés Nacional del Partit Comunista de la Xina, on es va discutir la cooperació amb el Guomintang de Sun Yat-sen. Chen Duxiu, Cai Hesen, Li Dazhao, Wang Hebo, Mao Zedong, Zhu Shaolian, Tan Pingshan, Xiang Delong i Luo Zhanglong van ser elegits com a membres del Comitè Central per votació.

#### Estada a Moscou
A l'octubre del 1925, nomenat pel Comitè Central del Partit, va anar a Moscou per participar en la sisena reunió ampliada del Cinquè Comitè Executiu de la Tercera Internacional Comunista (III Internacional) o Komintern, com a representant del Partit.
A finals de 1925, va pronunciar un llarg discurs "El desenvolupament de la història del Partit Comunista de la Xina" a la Universitat Sun Yat-sen de Moscou, on va fer una anàlisi del paper de les diverses classes en la revolució, assenyalant la dualitat de la burgesia, on "el proletariat és la classe líder de la revolució i la pagesia és l'aliat de la classe obrera". Es considera que aquest és el primer treball escrit sobre la història del Partit Comunista Xinès.

#### Tornada a la Xina
A la primavera de 1927, Cai Hesen va tornar a la Xina i va ser elegit en el 5è Congrés Nacional del Partit Comunista de la Xina com a membre del Buró Polític i del Comitè Permanent del Comitè Central del Partit en 5è Comitè Central i va exercir simultàniament el lloc de Secretari General del Comitè Central.
En el 6è Congrés Nacional del Partit Comunista de la Xina celebrat a Moscou de juny a juliol de 1928, Cai Hesen va resumir l'experiència i les lliçons dels primers dies de la Guerra Revolucionària Agrària, va assenyalar que la societat xinesa es caracteritzava pel desequilibri i va aclarir la possibilitat de dur a terme la lluita armada al camp, l'establiment de l'Exèrcit Roig. Va ser elegit membre del Buró Polític del Comitè Central, membre del Comitè Permanent, i també va exercir com a el cap del Departament Central de Propaganda.
El juny de 1931, Cai Hesen va ser traït i arrestat a Hong Kong mentre organitzava el moviment obrer clandestí de Guangzhou. Va morir a la presó militar i política de Guangzhou als 36 anys.